# Светилищен комплекс (Лозенец)
Светилищният комплекс в квартал „Южен парк“ в София се намира до самия Южен парк, на ул. „Димитър Хаджикоцев“. В древността на този хълм, по онова време намиращ се извън пределите на тогавашна Сердика, има огромен храмов комплекс от IV – VI в., простиращ се на площ от 3000 м², включващ базилика и античен мавзолей.
По-голямата част от руините на храма през 90-те години на XX в. са зарити под основите на жилищна кооперация. Запазена е частично гробница с три солидни каменни саркофага, която е разкопана и проучвана през 1953 г. През 2001 г. е изследвана от Музея за история на София под ръководството на К.Шалганов. Гробницата съдържа гробна камера, представителна зала и преддверие. При археологическите разкопки са открити 169 броя монети, стъклен съд и др. В действителност гробницата е съдържала богати дарове, които са разграбени от иманяри още в древността.
Мястото е обитавано от дълбока древност от тракийските племена трери и тилатеи. През XVII в. Петър Богдан Бакшев, по това време католически епископ на София, отбелязва в своята „История на София“, че на това място е бил разположен лозенският манастир Св. Троица. Обектът е изследван от български учени като проф. Богдан Филов, д-р Иван Велков и сина му проф. Велизар Велков, археолозите Снежана Горянова и Методи Даскалов, архитект Дафина Василева.
Смята се, че част от делегатите на Сердикийския събор са били настанени в този манастирски комплекс, а според Веселина Вачкова е възможно именно тук и да е бил открит тържествено съборът, макар заседанията да не са се провеждали на това място.